# Bo on the Go!
Bo on the Go! (conocida en España como Bo energía al máximo y Bo en acción o Vamos con Bo en Hispanoamérica) es una serie infantil canadiense producida por Halifax Film y Decode Entertainment, en asociación con CBC Television.

## Sinopsis
La serie trata de promover la actividad, el deporte y el movimiento en los niños mediante las aventuras de una joven adolescente de 12 años con cabellera azul, ojos azules y los ropa deportiva morada llamada Bo, su dragón verde y rosa Dezzy y un mago/Hechicero (versión latina). También enfatiza en el raciocinio de los niños a la hora de resolver situaciones inesperadas durante las aventuras de los personajes mediante la ayuda de las "animociones" (o animóvil en España), donde el mago ofrece tres animales a los que imitar para solventar esos problemas.

## Doblaje

### Hispanoamérica
- Bo: Sofía Malacco
- Dezzy: Ariel Abadi
- Hechicero: Ignacio Rodríguez de Anca

#### Créditos técnicos
- Dirección: Tian Brass
- Traducción y Adaptación: Sandra Brizuela
- Direc. Creativa: Raúl Aldana
- Doblado en Media Pro Com, Buenos Aires, Argentina.
- Producido por Disney Character Voices International Inc..